# Шість втрачених годин (фільм)
«Шість втрачених годин» — французький кінофільм з Луї де Фюнесом.

## Сюжет
Деколи схожість з відомою персоною може мати важкі наслідки. Так, прибувши на вокзал, один пасажир поїзду, щоби скоротити час до відправлення наступного, вирішує оглянути місто. Але його неймовірна схожість з його величністю Леопольдом де Віттом грає з ним злий жарт…

## Актори
- Андре Люге — мандрівник і його Величність Леопольд де Віт
- Дані Робін — Розі
- Деніз Греі — пані де Віт, дружина його Величності
- Жаклін Пієрре — Сімоне
- Полетта Дюбо — Анетта
- Люс Фабіоль — мандрівниця
- Маргарита де Морле — багата вдова
- Жан-Жак Дельбо — Клод
- П'єр Ларкеї — Жозеф
- Жан Гаван — Антуан
- Франсуа Жу — людина в конверті
- Жан-Жак Руфф — друга людина
- Робер Селле — бургомістр
- Мішель Сельдов — єпископ
- Генрі Вільбе — митник
- Марсель Левеск — генерал
- Альберт Мішель — носій
- Жан Рішар — поліцейський
- Луї де Фюнес — водій його Величності Леопольда де Вітта.